# Нидершеффольсайм
Нидершеффольса́йм (фр. Niederschaeffolsheim, нем. Niederschäffolsheim) — коммуна на северо-востоке Франции в регионе Гранд-Эст (бывший Эльзас — Шампань — Арденны — Лотарингия), департамент Нижний Рейн, округ Агно-Висамбур, кантон Агно.
Площадь коммуны — 6,24 км², население — 1248 человек (2006) с тенденцией к росту: 1372 человека (2013), плотность населения — 219,9 чел/км².

## Население
Население коммуны в 2011 году составляло 1267 человек, в 2012 году — 1315 человек, а в 2013-м — 1372 человека.
| 1962 | 1968 | 1975 | 1982 | 1990 | 1999 | 2006 | 2008 | 2011 | 2012 | 2013 |
| ---- | ---- | ---- | ---- | ---- | ---- | ---- | ---- | ---- | ---- | ---- |
| 991  | 1042 | 1202 | 1222 | 1267 | 1268 | 1248 | 1246 | 1267 | 1315 | 1372 |

Динамика населения:

## Экономика
В 2010 году из 853 человек трудоспособного возраста (от 15 до 64 лет) 645 были экономически активными, 208 — неактивными (показатель активности 75,6 %, в 1999 году — 75,3 %). Из 645 активных трудоспособных жителей работали 604 человека (332 мужчины и 272 женщины), 41 числились безработными (20 мужчин и 21 женщина). Среди 208 трудоспособных неактивных граждан 72 были учениками либо студентами, 100 — пенсионерами, а ещё 36 — были неактивны в силу других причин.

## Достопримечательности (фотогалерея)

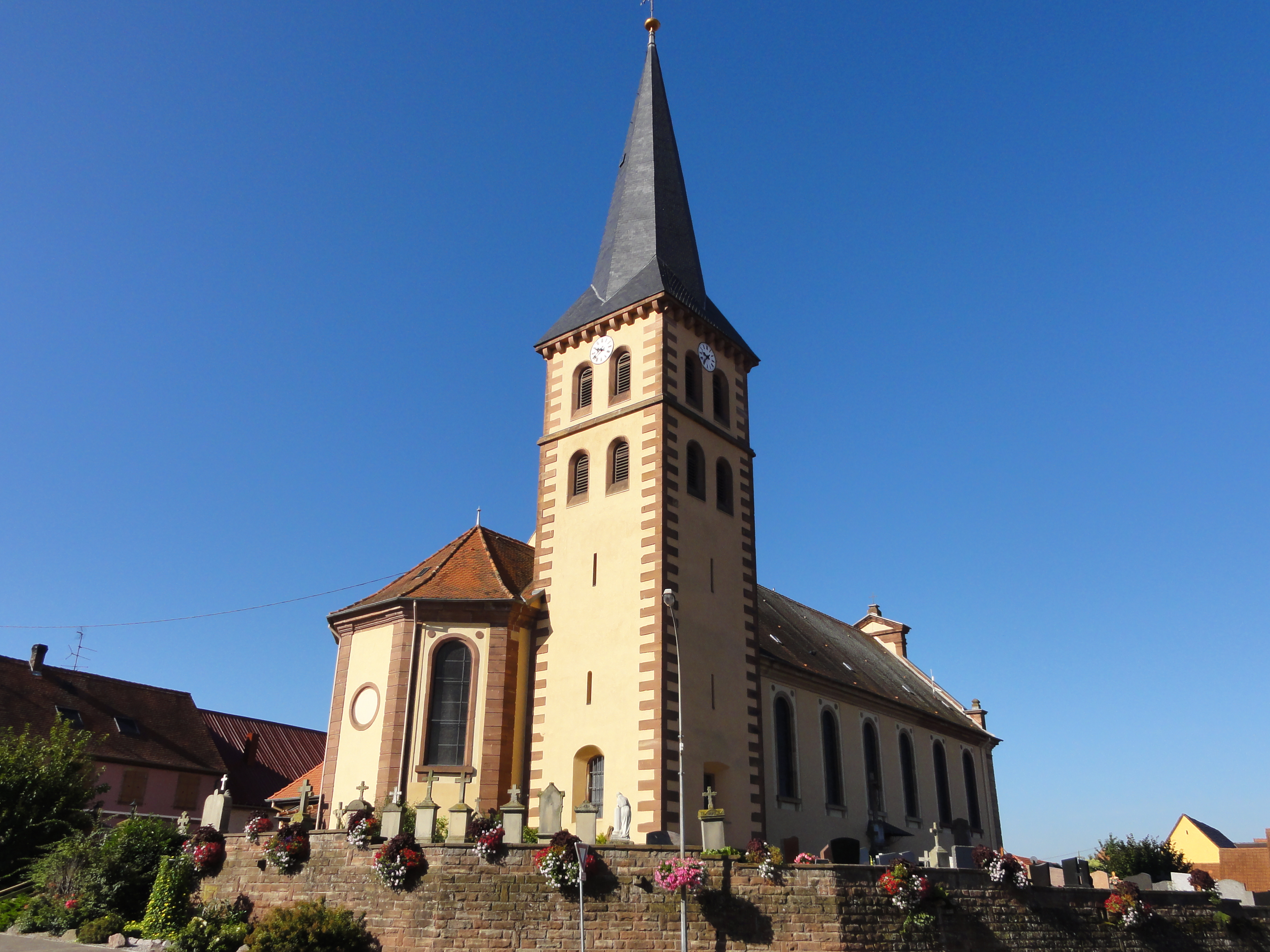
Церковь Сен-Мишель
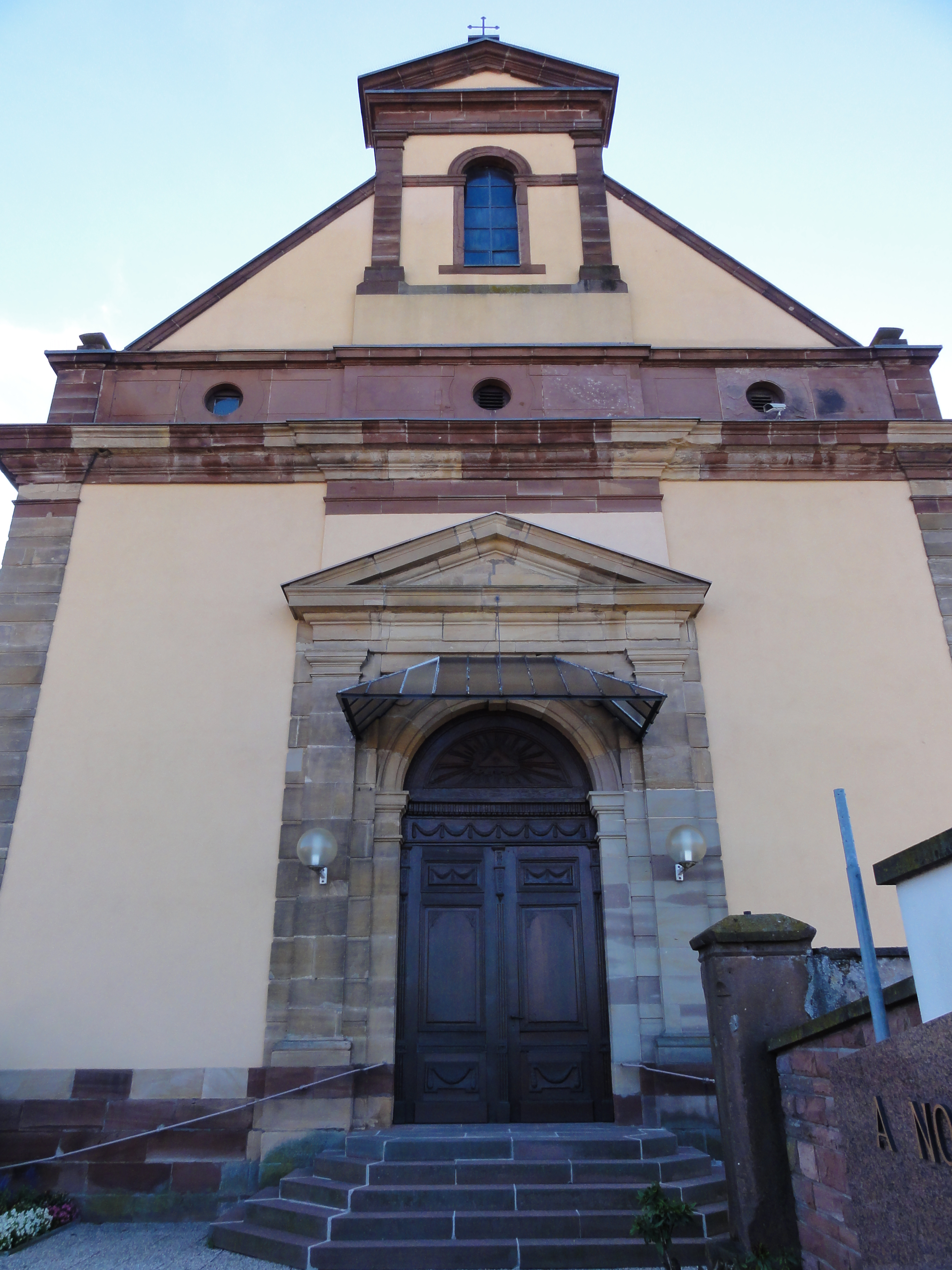
Ворота в стиле неоклассицизм
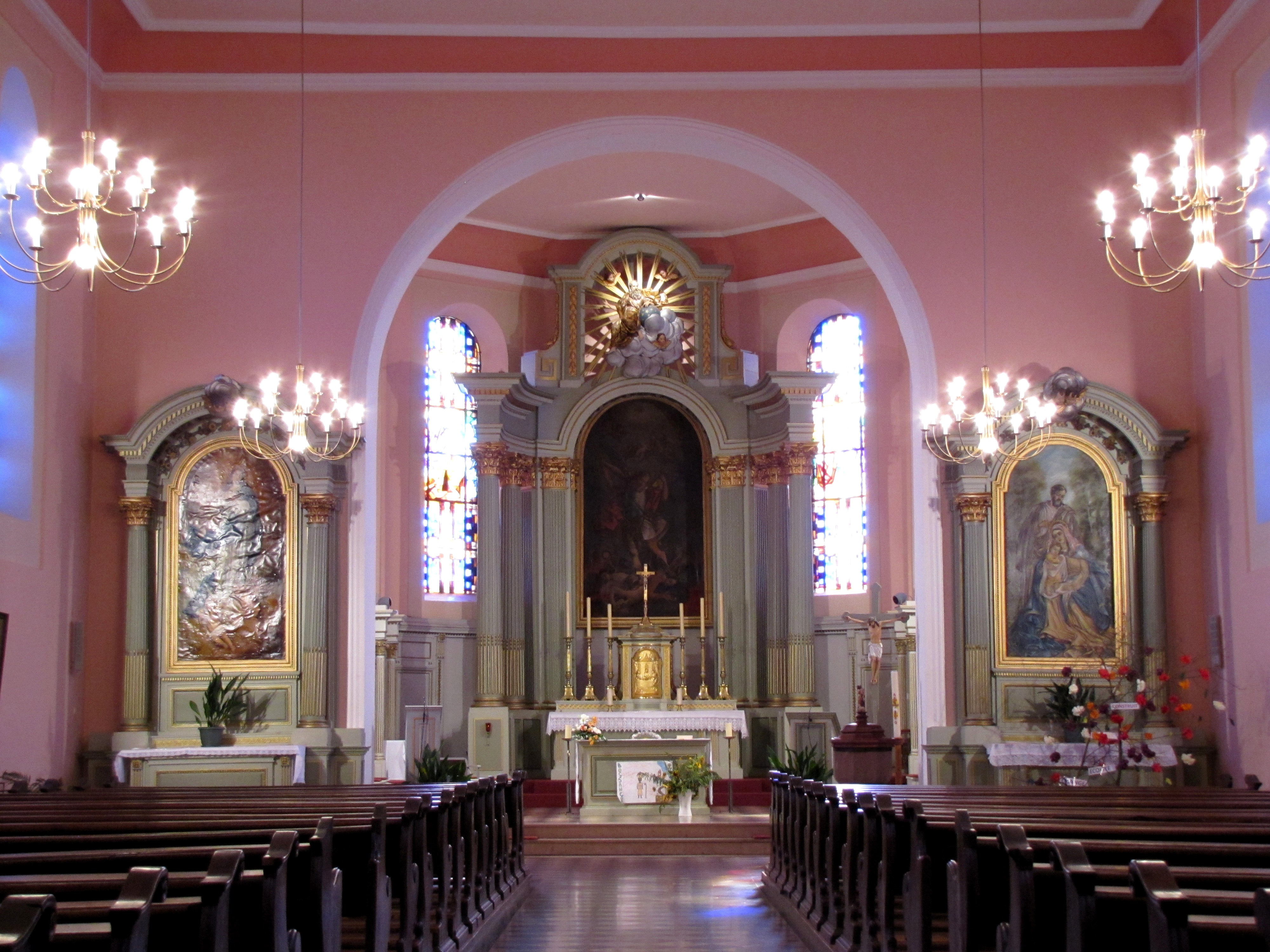
Интерьер
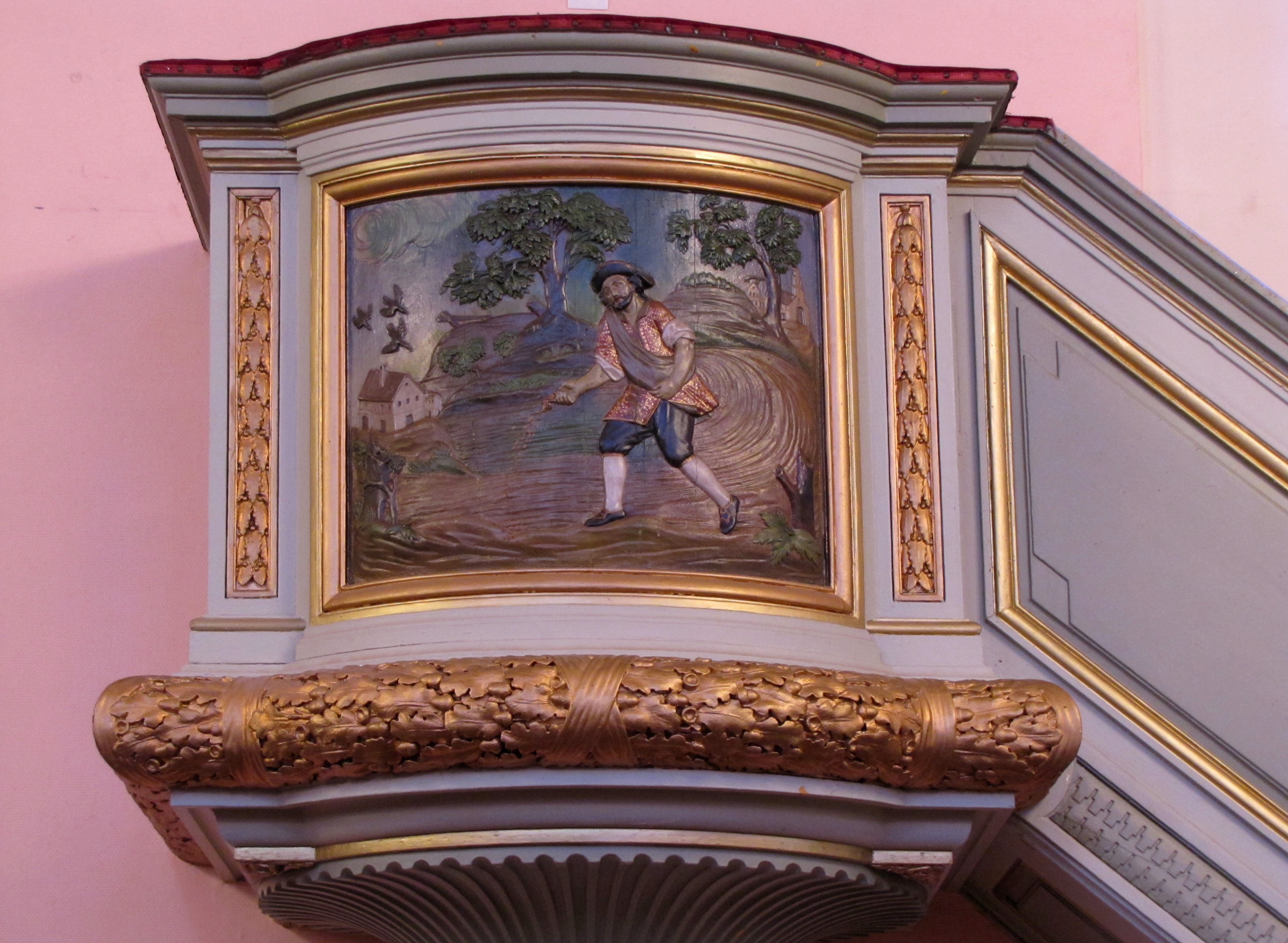
Фреска (XVIII век)
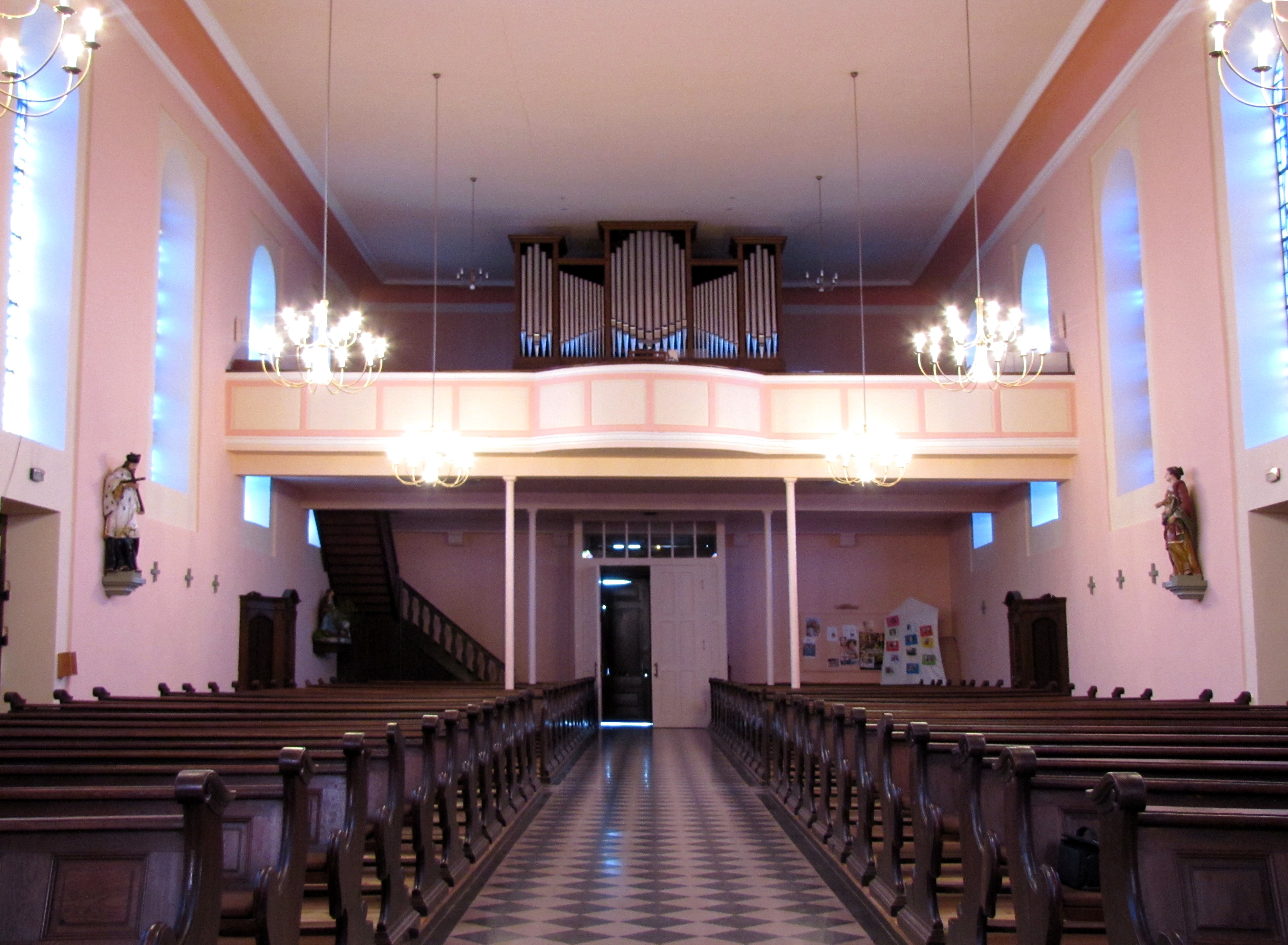
Орган